# Боби Мартин
Боби Мартин (на английски: Bobby Martin) е английски радиожурналист и радиоводещ.

## Биография
Боби Мартин е роден в град Рочестър, графство Кент, Югоизточна Англия.
Професионална кариера
Кариерата му започва през 60-те години на XX век. Той е създател на една от първите пиратски радиостанции в Англия. Радиото му е било разположено на кораб в Северно море и е излъчвало 24 часа рок музика. През 2009 година излиза филмът „Рок радио“, където Боби Мартин е прототип на един от главните герои. През 1967 Мартин става радиоводещ в Би Би Си. Той е един от основателите на музикалната радиостанция „Би Би Си Радио 1“. Боби Мартин има собствена радиостанция на име Trust Global Radio. Той води предаването Bobby’s breakfast от понеделник до петък в сутрешните часове. Предаването започва да се излъчва на 30 май 2011 година. Trust Global Radio се излъчва от село Долна Кремена, близо до град Мездра и е слушано в 33 държави.
Отличия
Боби Мартин е носител на награда за най-добро англоезично радио.
Личен живот
Боби Мартин е женен за съпругата си Рози. Двамата имат една дъщеря на име Мишел.